# Westernreiten

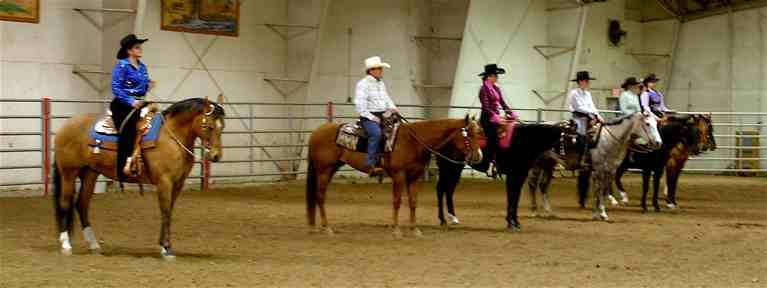
Westernreiter

Westernreiten ist eine Reitweise, die sich an die Arbeitsreitweise der Cowboys anlehnt. Ihren Ursprung hat sie im spanischen Arbeitsreiten, dem Vaqueroreiten.

## Geschichte
Das Westernreiten hat seinen Ursprung in Mexiko und wurde durch die Übernahme von Kalifornien zu der USA bekannter. Für die Cowboys gehörte es zum Alltag, bis zu 16 Stunden im Sattel zu sitzen. Deshalb brauchten sie ein ausdauerndes Pferd mit bequemen Gängen, damit sie es auch den ganzen Tag im Sattel aushielten. Die Hilfen sind so ausgelegt, dass man mit möglichst wenig Anstrengung alles vom Pferd verlangen kann.
Dass man im Westernreiten einhändig reitet, kommt daher, dass die Cowboys eine Hand brauchten, um das Lasso zu halten.
Jean-Claude Dysli brachte 1964 das Westernreiten und die Zucht des Quarter Horses nach Europa. Nach mehrjähriger Ausbildung und Arbeit auf der Ranch in Kalifornien kehrte er in die Schweiz zurück, um den Kalifornischen Reitstil zu verbreiten. Seinen Durchbruch hatte er 1972, als er in Basel auf einer großen Reiter-Show seine Reitweise vorführen durfte. 1975 wurde er Gründungsvorstand der DQHA. Er arbeitete fünf Jahrzehnte als Pferdetrainer in ganz Europa.

## Westernpferd
Die Westernpferde werden speziell auf die Anforderungen dieser Reitweise gezüchtet, es kann aber auch jede beliebige Rasse sein. Es werden Pferde mit einer Widerristhöhe bis zu 160 cm und einem „rechteckigen Rahmen“ bevorzugt. Der Rechteck-Rahmen ergibt sich durch die erwünschte lange Hüfte und große Schulter des Westernpferdes bei jedoch eher kurzem Rücken. Bekannte Pferderassen fürs Westernreiten sind Quarter Horses, Paint Horses oder Appaloosas. Es können aber auch alle anderen Pferde- und Ponyrassen im Westernstil ausgebildet und geritten werden. In Europa haben sich vor allem die Haflinger als „Alpenquarter“ (augenzwinkernd liebevolle Bezeichnung unter Westernreitern) und die Freiberger einen guten Namen im Westernreiten gemacht. Auch für Maultiere ist der Stil geeignet. Außerdem sind Westernpferde darauf spezialisiert, dem Druck zu entweichen, den der Reiter macht.

## Ausrüstung
Der typische Westernsattel mit Sattelhorn, breiter Sitzfläche und hohem hinteren Rand (cantle) und mit langen bequemen Steigbügeln ist auch bei tagelanger Arbeit im Sattel bequem für Reiter und Pferd und bietet auch bei schnellen Wendungen eine große Sicherheit. Die Zügel sind meist offen, damit sie sich nicht am Horn verheddern. Als Gebiss wird häufig ein Curb Bit benutzt (vergleichbar mit der in der englischen Reitweise benutzten Kandare). Es wird einhändig geritten. Erst fortgeschrittene Reiter auf gut ausgebildeten Pferden benutzen das Curb Bit. Auf EWU-Turnieren ist es ab Leistungsklasse II vorgeschrieben. Ausgenommen sind Pferde im Alter von vier bis sechs Jahren. Beim Training der Pferde wird das sogenannte Snaffle Bit (gebrochenes Gebiss – Wassertrense) benutzt; damit wird beidhändig geritten. Auch Anfänger lernen Westernreiten immer mit dem Snaffle Bit. Oft anzutreffen sind auch gebisslose Zäumungen wie zum Beispiel die Western-Hackamore (bestehend aus Bosal, Mecate und der Bridle) oder das Sidepull (vergleichbar dem Lindel). Im Turniersport sind mechanische Hackamore bzw. Sidepull verboten.

## Reitweise
Westernreiten ist Impuls-Reiten und beeinflusst von der Iberischen Reitweise, die als Ursprung jeder Reitkunst bezeichnet werden kann. Westernpferde sind darauf trainiert, bei einem Impuls – zum Beispiel der Hilfe zum Antraben – zu reagieren und dann ohne weitere Einwirkung des Reiters in diesem Tempo zu bleiben.
Von einfachem Reiten in den Grundgangarten, über Bodenarbeit und solides Horsemanship (die Arbeit zu Pferde), bis hin zur Western Riding oder "Superhorse", ist beim Westernreiten eine große Bandbreite des Könnens vorhanden. Im Rahmen der Ersten Westernreiter Union (EWU) gibt es eine Ausbildungsskala als Zielvorgabe.
Die Pferde müssen möglichst eigenständig arbeiten und auf kleinste Gewichts- und Schenkel-Impulse reagieren. Daher kommt die typische einhändige Zügelführung (Neck-Reining), da der Cowboy oder der Vaquero oft eine Hand frei haben muss. Diese Zügelführung wird meist in Verbindung mit einer „Westernkandare“ (Curb Bit), einem Gebiss (Bit) mit unterschiedlichen Mundstückvariationen verwendet.
Viele Westernpferde haben angenehm zu sitzende Gangarten. Besonders langsame und flache Varianten der drei „normalen“ Grundgangarten, werden bei der Turnierdisziplin Pleasure gezeigt. Da das Westernreiten viele Elemente aus der Arbeit zu Pferd übernommen hat, liegt der Schwerpunkt bei allen Bewegungen darin, sowohl dem Pferd als auch dem Reiter die geforderte Übung über eine möglichst lange Zeit – im Idealfall den ganzen Tag – zu ermöglichen. Darüber hinaus gibt es aber auch spezielle Gangpferde-Rassen, wie das Tennessee Walking Horse oder der Missouri Foxtrotter.
Spektakuläre Stopps (Sliding Stop), bei denen das Pferd mit der Hinterhand fast auf dem Boden „sitzt“ und mit den Vorderbeinen weiterläuft, oder schnelle Drehungen (Spins) um die Hinterhand, verbunden mit rodeomäßiger Atmosphäre und Cowboykleidung, prägen das Bild vom Westernreiten. Beim Turnier gibt es Regeln, wie Reiter und Pferd ausgestattet sein müssen. Das variiert von Disziplin zu Disziplin. Hut, Jeans und Stiefel gehören immer dazu.
Genau wie bei anderen Reitweisen gilt es aber auch beim Westernreiten, eine solide Ausbildung zu bekommen und sein Können permanent zu verbessern. Das bedeutet, wie bei jeder anderen Reitweise auch, in erster Linie das Üben von Basiselementen und nicht das Reiten von Show-highlights, die, falsch geritten, zudem den Pferden schnell gesundheitliche Schäden zufügen können.
Ground tying – zu deutsch etwa am Boden festbinden – bedeutet, dass ein Pferd mit auf den Boden hängenden Zügeln wie festgebunden stehenbleibt. Oftmals musste der Reiter absteigen und sich um anderes als sein Pferd kümmern, ohne dass eine Gelegenheit vorhanden war, das Pferd anzubinden. Daher wird Westernpferden beigebracht, am Fleck stehenzubleiben, sobald und solange die Zügel auf den Boden hängen.

## Disziplinen

### Reining

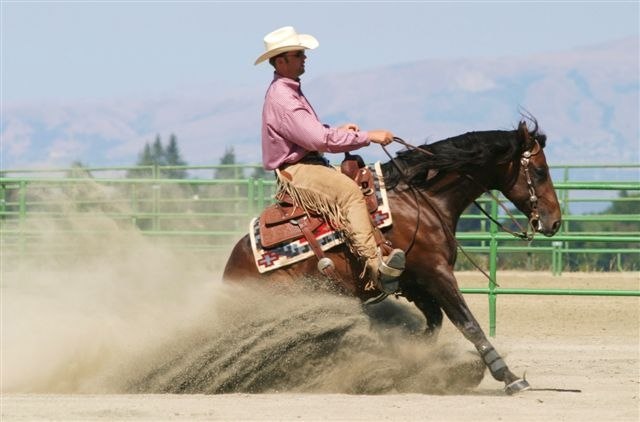
Sliding Stop

Reining (reins ‚Zügel‘) ist die in Europa momentan populärste Disziplin, sie wird auch als die Dressur im Western-Reitstil bezeichnet, mit vielen rasanten Lektionen in präziser Ausführung. Diese Disziplin wird im Galopp geritten, gemischt mit Tempowechseln, Drehungen (Spins), Stopps (Sliding Stop) und Rückwärtsrichten (Back up). Um diese Disziplin richtig ausüben zu können, haben die Pferde spezielle Hufeisen (Sliding-Eisen) und auch der Boden muss geeignet sein. Eine vorgeschriebene Aufgabe (Pattern) ist auswendig zu reiten. Reining ist seit April 2000 offiziell als FEI-Disziplin anerkannt und Bestandteil der Weltreiterspiele.

### Freestyle Reining
Die Freestyle Reining ist vor allem in den USA sehr beliebt und ein Zuschauermagnet. Es ist dem Reiter freigestellt, wen oder was er interpretieren möchte. Er muss dazu eine geeignete Musik wählen und sich ein eigenes Pattern aneignen. Die Freestyle Reining ist mit der Kür in der Dressur zu vergleichen. Im Gegensatz zur Dressurkür ist die Interpretation des gewählten Themas aber häufig freier und lockerer, so ist es unter anderem nicht unüblich, ein passendes Kostüm zu tragen. Auch Freestyle Reinings, die ganz ohne Sattel oder Zaumzeug geritten werden, sind erlaubt. Auf die Musik abgestimmte und perfekt ausgeführte Manöver aus der Palette der vorgeschriebenen Manöver müssen in der bis zu vier Minuten langen Kür vorgetragen werden.

### Trail
Beim Trail werden Geschicklichkeitsaufgaben gefordert, wie z. B. ohne Absitzen durch Weidetore zu gehen, was kontrollierte, exakte Bewegung des Pferdes in alle Richtungen erfordert (Rückwärtsrichten, Seitgänge), oder überqueren von Holzbrücken, wobei Gelassenheit und Vertrauen des Pferdes zum Reiter sichtbar werden. Es werden alle möglichen und unmöglichen Situationen simuliert, die einem Reiter im Gelände (auf einem Trail ‚Wanderritt‘) begegnen können. Hierbei ist es wichtig, dass sich das Pferd ruhig, selbstständig und geschmeidig, ohne große Einwirkungen des Reiters, durch die Hindernisse bewegt, sich aber trotzdem jederzeit zentimetergenau dirigieren lässt.
Die Prüfung besteht meist aus sechs Hindernissen. Immer dabei ist das Tor, ein Überreiten von mindestens vier Stangen (im Schritt, Trab oder Galopp, auf gerader oder gebogener Linie) und ein Hindernis, das rückwärts zu durchreiten ist (L, U oder ähnliches). Die Abstände der Stangen oder der Hindernisse zueinander sind reglementiert.
Die Gangart zwischen den Hindernissen ist ebenfalls vorgegeben.
Die Wertung beginnt wie bei der Reining bei 70 Punkten. Davon zieht man Fehlerpunkte ab, z. B. fürs Anschlagen an Stangen. Auch die Manier des Pferdes am Hindernis (Ruhe, Kopfhaltung, Aufmerksamkeit) fließt in die Bewertung ein.

### Western Pleasure
Western Pleasure wird in Gruppen geritten, bei der die drei Grundgangarten Walk (Schritt), Jog (Trab) und Lope (Galopp) sowie das Rückwärtsrichten und unter Umständen auch der Extended Jog am angemessen losen Zügel und auf beiden Händen verlangt wird. Wie der Name sagt: Es soll ein Vergnügen sein. Der Richter gibt an, was die Reiter tun müssen. Pleasure-Prüfungen unterscheiden sich durch die individuellen Vorgaben des Richters. Die Übergänge sollen exakt ausgeführt werden, wobei die Hilfen möglichst fein sein sollen. Dadurch wirkt es auf die Zuschauer sehr mühelos, verlangt aber von Reiter und Pferd ein Höchstmaß an Konzentration. Bewertet wird vor allem die Reinheit der Gänge (Takt), die Haltung des Pferdes, sowie die Rittigkeit bei den Übergängen. Trab (Jog) und Galopp (Lope) sollen in langsamen Tempo und möglichst weich geritten werden. Auch das Gesamtbild von Reiter und Pferd wird hier bewertet.

### Western Horsemanship
In diesem Wettbewerb werden die Leistungen des Reiters beurteilt. Zur Bewertung kommen unter anderem die Hilfengebung und die Haltung des Reiters während der einzelnen Lektion. Die verlangte Aufgabe muss sehr exakt ausgeführt werden, was auch eine enorme Kontrolle des Pferdes voraussetzt. Es sind keine spektakulären, dafür aber sehr anspruchsvolle Manöver, die an Pferd und Reiter gestellt werden. Die Prüfung besteht aus zwei Teilen, von denen der erste zu 80 % in die Wertung eingeht. Im ersten Teil absolviert der Reiter eine zumeist kurze, aber umso exakter auszuführende Einzelaufgabe, die auch Pattern genannt wird. Der zweite Teil, die Railwork, der zu 20 % in die Wertung einfließt, entspricht einer Pleasure-Prüfung. Hierbei kann der Richter bestimmen, ob er alle Teilnehmer an der Pleasure teilnehmen lässt. Im Gegensatz zu einer Pleasure-Prüfung wird hier allerdings weiterhin der Reiter beurteilt.
Macht der Reiter einen Fehler, so bekommt er für diese Aufgabe weniger Punkte oder gar keine.

### Western Riding
Im Western Riding werden punktgenaue fliegende Galoppwechsel gefordert, welche weich und am angemessen losen Zügel geritten werden sollen. Diese Disziplin gilt als eine der Schwierigsten. Es ist eine Aufgabe („Pattern“) gemäß Regelbuch zu reiten, wobei vor allem Präzision bei den Galoppwechseln zwischen den Pylonen gefragt ist.

### Versatility Ranch Horse
Diese Disziplin wurde vor einigen Jahren von der AQHA ins Leben gerufen, um die Allround-Fähigkeiten des Westernpferdes zu zeigen. Bei der Versatility Ranch Horse werden die Pferde in folgenden fünf Disziplinen gezeigt: Ranch Riding, Ranch Trail, Ranch Cutting, Working Ranch Horse und Ranch Conformation.

### Showmanship at Halter
Die Showmanship at Halter ist eine Disziplin, in der nicht das Reiten im Vordergrund steht, sondern korrekte Bodenarbeit als Ausbildungsmaßstab zu Grunde liegt. Sie wird in allen Leistungsklassen (EWU) angeboten. Bewertet wird ausschließlich der Teilnehmer, wie er sein Pferd am Halfter vorstellt. Natürlich hat ein gut ausgebildetes ruhiges Pferd einen positiven Einfluss auf die Gesamtbewertung. Neben der korrekten Aufstellung des Pferdes und der genauen Absolvierung der verlangten Aufgabe gehört auch der Pflegezustand von Pferd, Ausrüstung und Kleidung zur Bewertung. Ursprünglich war diese Prüfung dazu gedacht, unerfahrene Vorsteller auf die Halter-Prüfung vorzubereiten. Mittlerweile kann man sich aber für die Deutsche Meisterschaft der EWU qualifizieren.

### Halter
Die Halter Klassen der Zuchtverbände stellen eine reine Zuchtschau für die Westernpferderassen dar. Bewertet wird das Exterieur und damit ob das vorgestellte Pferd den Zuchtzielen des Verbandes entspricht. Die Prüfungen finden ungesattelt an der Hand (am Halfter = Halter) statt. Die Pferde werden vorgetrabt und dann im Stand beurteilt.
Unterteilt werden die Klassen nach Alter (Fohlen, Jährlinge, Zweijährige, Dreijährige, ältere Pferde) und nach Geschlecht der Pferde, das heißt, es gibt getrennte Klassen für Hengste, Wallache und Stuten. Zudem werden Klassen in den verschiedenen Leistungsklassen der Vorsteller ausgeschrieben (Jugendliche, Amateur und Open).

### Cutting

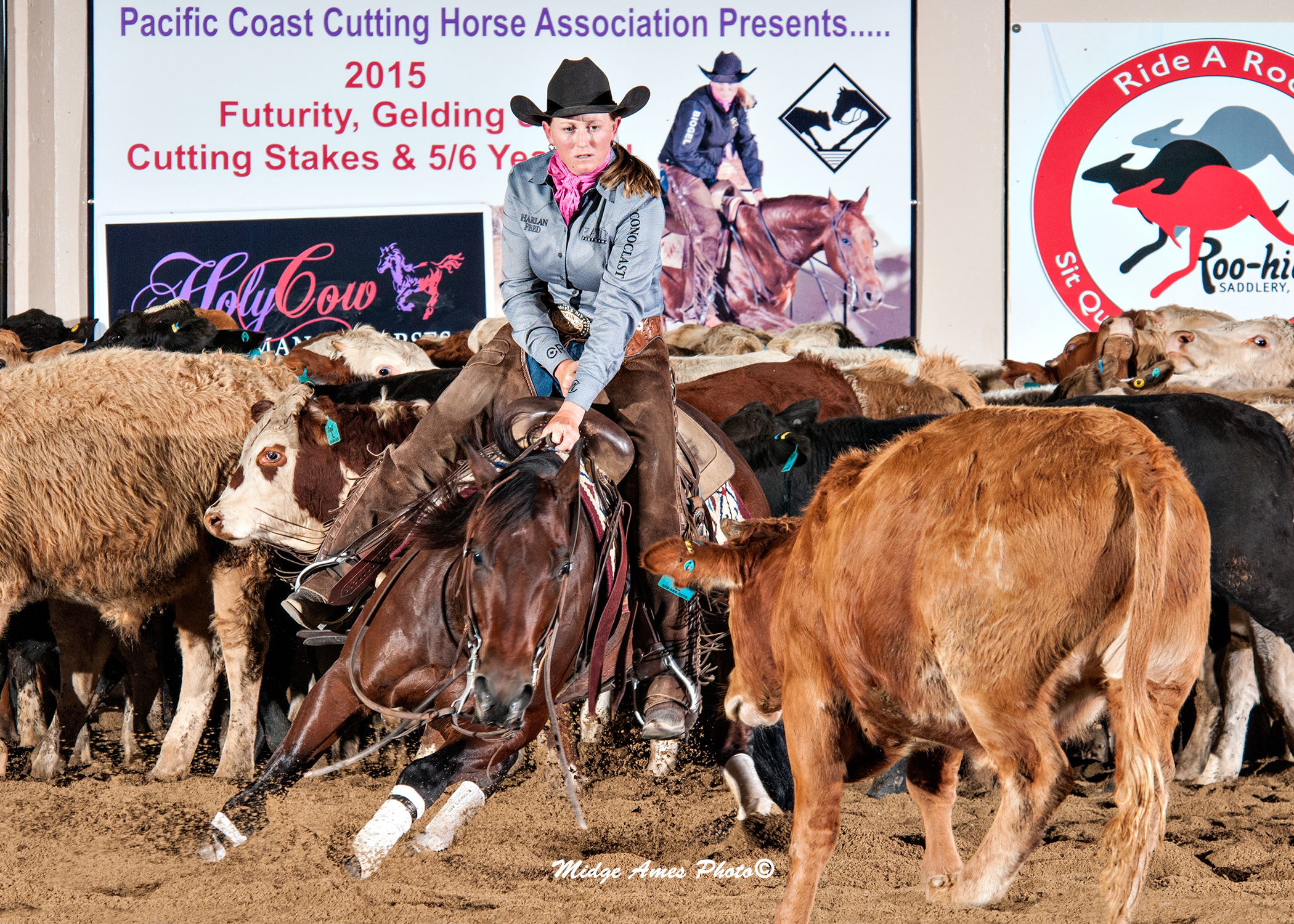
Cutting bei der PCCHA Futurity 2015

Die Disziplinen, in denen mit Rindern gearbeitet wird, heißen Cutting, Working Cowhorse und Team Penning. Diese sind auch in Europa verbreitet – besonders Cutting und Working Cowhorse. Cutting ist der an Preisgeldern gemessen am dritthöchsten dotierte Sport weltweit überhaupt (nach Tennis und Golf). Für den Ausübenden sind Rinderklassen teuer, weil den Reitern neben dem geeigneten Pferd auch noch Cutting-Maschinen (= mechanische Kuh) oder gar eine ganze Rinderherde fürs Training zur Verfügung stehen müssen, damit die Pferde „frisch“ und im Training bleiben. Zudem sind die Preisgelder in Europa noch lange nicht auf dem Niveau wie in den USA. Die Rinderdisziplin Cutting ist ein klassischer Zuschauermagnet. Der Reiter muss ein Rind aus einer Herde „herausschneiden“ (daher cutting = to cut) und es daran hindern, seinem natürlichen Herdentrieb folgend zum Rest der Herde zurückzukehren. Der Reiter hat 2½ Minuten Zeit, um die Fähigkeiten seines Pferdes am Rind zu zeigen. Er kann dabei so viele Rinder arbeiten, wie er will, darf aber nur aufhören ein Rind zu arbeiten, wenn es sich gar nicht bewegen will oder es ihm die Kehrseite zudreht. Der Reiter darf keine sichtbaren Hilfen mehr geben, wenn das Rind von der Herde abgesondert ist und muss die Zügelhand auf dem Pferdehals ablegen. Die Westernpferderassen haben aufgrund ihrer jahrzehntelangen Zucht als Rancharbeitspferde einen natürlichen Instinkt zur Rinderarbeit, den sogenannten Cow Sense. Das Pferd arbeitet vollkommen selbständig am Rind. Fast katzenartig gehen die Pferde mit den Bewegungen des Rindes mit, um zu verhindern, dass es zur Herde zurückläuft.
Jeder Reiter bestimmt ein Team, das ihm bei der Arbeit helfen darf. Zwei Cornermen oder Herdholder und zwei Turnbackmen. Das Helferteam rekrutiert sich zumeist aus den Teilnehmern und damit eigentlich aus Konkurrenten. Die Arbeit des Helferteams wird nicht bewertet.

### Working Cowhorse
Diese Rinderdisziplin wird in zwei Teilen geritten. Im ersten Teil zeigen Pferd und Reiter ihr Können in einem Reining-Pattern, also „Trockenarbeit“, im Fachjargon Dry Work. Im zweiten Teil ist „Fence Work“ verlangt. Hier muss er ein Rind zunächst an der kurzen Seite halten (boxing), dann zweimal gegen die lange Seite (Bande) wenden. Den Abschluss bildet das Zirkeln des Rindes auf jeder Hand in der Bahnmitte (mit fliegendem Galoppwechsel des Pferdes). Hierbei ist besonders der Cow Sense des Pferdes gefragt.

### Team Penning
Innerhalb eines Zeitlimits von 1½ Minuten muss ein Team (drei Reiter) bis zu drei Rinder (welche farblich oder mit Nummern markiert sind) aus der Herde aussondern und in einen Pferch (Pen) sperren. Beim Start bzw. Überreiten der Timeline (Mittellinie) wird die gezielte Farbe oder Nummer genannt, welche vom Team aussortiert werden soll. Dabei dürfen nicht mehr als vier Rinder die Mittellinie der Arena passieren, ansonsten ist man disqualifiziert. Das Team, das am meisten Rinder (höchstens drei) schafft, hat gewonnen. Schaffen dies mehrere, gewinnt das Team, das dies in der kürzesten Zeit geschafft hat.

### Ranch Sorting
Dem Penning ähnlich. Allerdings werden hier zehn Rinder mit Sprühfarbe (ungiftig) von 0 bis 9 nummeriert. Der Ringsprecher ruft dann, nach Vorgabe der Richter, eine willkürliche Reihenfolge von Zahlen auf, wenn die Timeline (Mittellinie), diesmal Hallen- oder Reitplatzmitte, welche durch Panels auf circa drei Meter verengt wurde, überritten wird. Und in genau dieser Reihenfolge müssen die Rinder dann in den Pen getrieben werden. Es geht wieder um Zeit längstens 2:30 Minuten. Das Team (zwei Reiter), das es am schnellsten schafft, hat gewonnen. Schafft es kein Team in der vorgegebenen Zeit, gewinnt das Team, das die meisten Rinder geschafft hat.

### Hunter under Saddle
Der Reiter soll ein williges, leicht zu reitendes Pferd mit ausgreifenden Gängen vorführen. Das Pferd wird in englischem Sattel und Zäumung vorgestellt, entsprechende Kleidung wird vom Reiter verlangt. Der Richter beurteilt das Pferd mit 80 %, Kondition und Exterieur mit 20 %.
Hunter Under Saddle verlangt ähnlich wie der Western Pleasure die drei Grundgangarten Walk, Trot und Canter, allerdings in erhöhtem Tempo. In der Klasse Hunter Hack sind außerdem zwei Sprünge zu absolvieren.

### Barrel Race

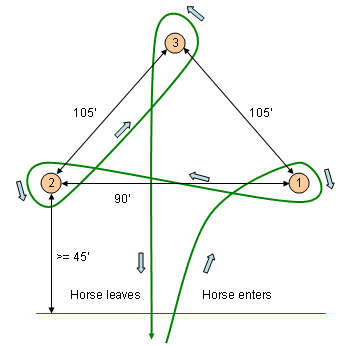
Streckenmaße in Fuß

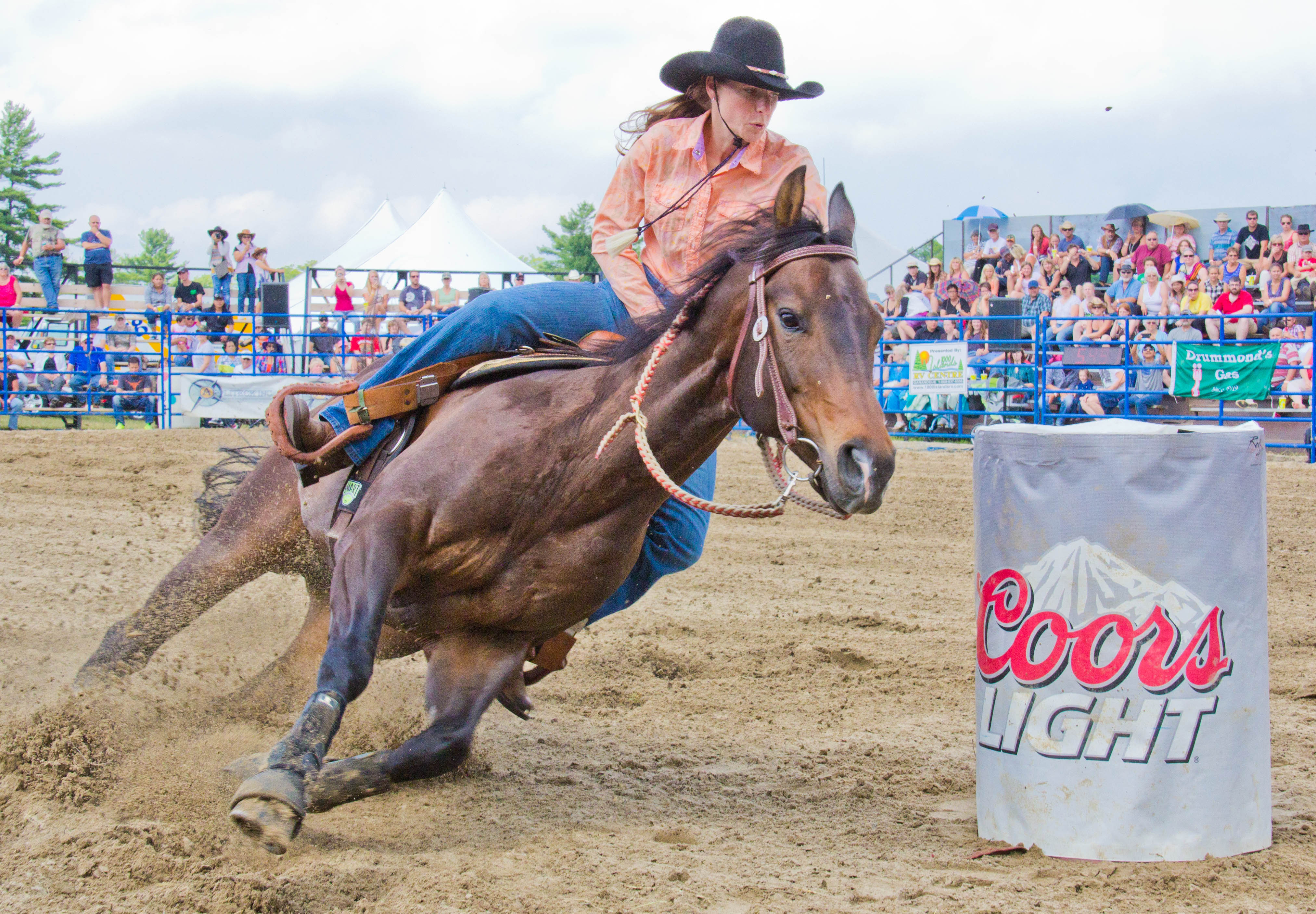
Barrel Racing, Spencerville Stampede, 2014

Beim Barrel Race muss ein durch drei Ölfässer (Barrel) markiertes Dreieck möglichst schnell durchritten werden. Das Barrel Race wird auf Rodeos von Frauen als auch von Männern geritten. Aus fliegendem Start werden die Fässer in der Reihenfolge linkes Fass, rechtes Fass, hinteres Fass oder rechtes Fass, linkes Fass, hinteres Fass umrundet. Die Fässer dürfen berührt, aber nicht umgestoßen werden. Das Umstoßen kostet jeweils fünf Strafsekunden. Barrel Race wird als die meist gewählte Disziplin im Turniersport der USA genannt. Quarter Horses sind dank ihrer kräftigen Hinterhand und Wendigkeit dafür besonders geeignet.

### Pole Bending
Beim Pole Bending werden sechs Stangen im Abstand von 21 Fuß aufgestellt, die es als Slalom zu durchreiten gilt. Das Umstoßen einer Stange wird mit einer Zeitstrafe, das Auslassen einer Stange mit Disqualifikation geahndet. Fliegende Starts sind erlaubt.

### Pleasure Driving
Es gibt sogar eine Klasse, bei der das Pferd vor einem Sulky angespannt ist (Pleasure driving), diese Klasse ist in Deutschland jedoch äußerst selten anzutreffen.
Verlangt werden die Gangarten Schritt (Walk) sowie Trab in zwei verschiedenen Tempos (Road Gait und Park Gait) auf beiden Händen.

### Superhorse
Superhorse ist eine Mischung innerhalb eines Patterns, das aus Elementen der Disziplinen Trail, Reining, Western Riding und Ranch Riding besteht.
Diese Disziplin wird nur von der EWU und SWRA angeboten; bei der VWB gibt es die Western Combination, die ähnlich wie die Superhorse aufgebaut ist.

## Organisation
Seit 1978 ist der Westernreitsport in Deutschland in der Ersten Westernreiter Union Deutschland e. V. (EWU) organisiert, die auf Bundesebene der Deutschen Reiterlichen Vereinigung (FN) als freier Anschlussverband angehört. Auf Landesebene sind die Westernreiter-Regionalgruppen in 15 Landesverbänden zusammengeschlossen.